# Limnophora immaculiventris
Limnophora immaculiventris är en tvåvingeart som beskrevs av Malloch 1929. Limnophora immaculiventris ingår i släktet Limnophora och familjen husflugor. Inga underarter finns listade i Catalogue of Life.